# Baris granulipennis
charançon du melon
Espèce
Baris granulipennis (le charançon du melon) est une espèce d'insectes coléoptères de la famille des Curculionidae.
Ce charançon est un ravageur des cultures de Cucurbitaceae, notamment melons, pastèques et concombres. Les larves se développent à l'intérieur des fruits et se nourrissent des graines en formation.